# 米谷匡史
米谷 匡史（よねたに まさふみ、1967年4月 - ）は、日本の歴史学者（専門は日本思想史）である。東京外国語大学総合国際学研究院（言語文化部門・文化研究系）教授である。

## 人物・経歴
1990年に東京大学教養学部教養学科相関社会科学分科卒業、1992年に東京大学大学院総合文化研究科相関社会科学専攻修士課程修了、1993年に同大学院総合文化研究科博士課程中退した。東京外国語大学外国語学部助教授、同准教授を経て、2009年から東京外国語大学総合国際学研究院准教授、2014年より教授となる。予備校経営者の米谷達也は実兄である。

## 著作
単著
- 『アジア／日本』岩波書店、2006年

共編著
- 『日本の歴史 08 古代天皇制を考える』大津透,大隅清陽,関和彦,熊田亮介,丸山裕美子,上島享共著 講談社 2001　のち学術文庫
- 『一九三〇年代のアジア社会論 「東亜協同体」論を中心とする言説空間の諸相』石井知章・小林英夫共編著　社会評論社　2010

編纂
- 和辻哲郎『人間存在の倫理学』京都哲学撰書・燈影舎、2000年
- 『尾崎秀実時評集：日中戦争期の東アジア』平凡社東洋文庫、2004年
- 岩崎稔共編『谷川雁セレクションI・II』日本経済評論社、2009年

### 論文
- 「三木哲学とマルクス - 内在論からの超出」『現代思想』21巻1号（1993年）
- 「丸山真男の日本批判」『現代思想』22巻1号（1994年）
- 「和辻哲郎と王権神話の再解釈 - 尊皇思想とその伝統をめぐって」『国語と国文学』71巻11号（1994年）
- 「『世界史の哲学』の帰結 - 戦中から戦後へ」『現代思想』23巻1号（1995年）
- 「丸山真男と戦後日本 - 戦後民主主義の始まりをめぐって」『情況（第二期）』8巻1号（1997年）
- 「戦時期日本の社会思想 - 現代化と戦時変革」『思想』882号（1997年）
- 「三木清の『世界史の哲学』 - 日中戦争と『世界』」『批評空間』19号（1998年）
- 「マルクス主義の世界性とコロニアリズム」『情況（第2期）』11巻2号（2000年）
- 「矢内原忠雄の植民・社会政策論 - 植民地帝国日本における『社会』統治の問題」『思想』945号（2003年）